# La valse des lilas
La valse des lilas je píseň nahraná roku 1956 francouzskou šansoniérkou Catherine Sauvage.
Píseň byla nahrána na albu s názvem Catherine Sauvage 3 ve vydavatelství Philips Records. Autory hudby byli Michel Legrand a Eddie Barclay a textařem Eddy Marnay.
Roku 1958 nazpívala tuto píseň s anglickým textem a názvem Once Upon a Summertime na stejnojmenném albu americká zpěvačka Blossom Dearie.

## Coververze
- Jacqueline François – album La valse des lilas
- Chet Baker – 1984 – album Once Upon A Summertime anglická verze
- Blossom Dearie – 1958 – album Once Upon a Summertime anglická verze
- Tony Bennett – 1963 – album I Wanna Be Around anglická verze
- Miles Davis – 1963 – album Quiet Nights anglická verze
- Sarah Vaughan – 1963 – album Star Eyes anglická verze
- Michel Legrand – 1964 – album  Michel Legrand Chante
- José Bartel – 1964 – album Les Parapluies de Cherbourg
- Sacha Distel – 1964 – album Chacun garde dans son cœur...
- Robert Goulet – 1965 – album Summer Sounds anglická verze
- Monica Zetterlund a Bill Evans – 1964 – album Waltz for Debby anglická verze
- Astrud Gilberto – 1966 – album Look to the Rainbow anglická verze
- Barbra Streisandová – 1966 – album Je m'appelle Barbra anglická verze
- Liesbeth List – 1966 – album Liesbeth List
- John Gary – 1967 – album Sings Especially For You anglická verze
- Jean-Claude Pascal – 1968 – album Paris vaut bien une chanson
- Oscar Peterson – 1970 – album Walking the Line anglická verze
- Rita Reys – 1972 – album Rita Reys Sings Michel Legrand anglická verze
- Les Compagnons de la chanson – 1973 – album Les Compagnons de la chanson Vol.1
- Noëlle Cordier – 1975 – album Un Amour Comme Le Nôtre
- Andy Williams – 1976 – album Andy
- June Christy – 1977 – album Impromptu anglická verze
- Michel Magne & Son Grand Orchestre à Cordes – 1978 – Slows
- Daniel Guichard – 1981 – album Parlez-moi d'amour
- Céline Dion – 1985
- Jil Caplan – 1988 – album Cette fille n'est pas pour toi
- Julia Migenes – 1989 – album Live At The Olympia
- Maria Farantouri – 1990 – album 17 Songs anglická verze
- Betty Carter – 1992 – album It's Not About the Melody anglická verze
- Salif Keita – 1997 – album Sosie
- Jessye Norman – 2000 – album I Was Born In Love With You (Jessye Norman Sings Michel Legrand)
- Marie Denise Pelletier – 2003 – album Les Mots De Marnay
- Buddy Greco – anglická verze
- Michèle Arnaud – album Michèle Arnaud
- Renée Lebas – album Une soirée avec...
- Mathé Altéry – album Les 13 plus belles chansons du monde

Roku 1965 nazpívala tuto píseň s názvem „Vím, co chceš, hochu, říc'“ na singlu (Signály nad Tratí/Vím, co chceš, hochu, říc' ) s českým textem Zdeňka Borovce zpěvačka Yvetta Simonová.
Roku 2010 nazpívala tuto píseň s názvem „Čímž chci říct...“ na svém albu Mlýnské kolo v srdci mém s českým textem Pavla Cmírala česká šansoniérka Hana Hegerová.